# 弯弓假瘤蕨
弯弓假瘤蕨（学名：Phymatopteris malacodon）为水龙骨科假瘤蕨属下的一个种。

## 扩展阅读
- 維基物種上的相關：弯弓假瘤蕨